# 奧斯特角
奧斯特角（英語：Auster Point）是南極洲的海岬，位於特里尼蒂島的夏科灣東岸，由英國南極名稱諮詢委員會命名，該海岬現時由南極條約體系管理。